# Docofossor
Docofossor brachydactylus
Genre
Espèce
Docofossor est un genre fossile de Mammaliaformes de l'ordre des docodontes et de la famille des docodontidés. Un fossile de cet animal de la taille d'une musaraigne a été découvert dans la formation géologique de Tiaojishan datée du Jurassique moyen à supérieur,, dans le Nord-Est de la Chine, dans le xian autonome mandchou de Qinglong de la province du Hebei. Il fait partie du biote de Yanliao. Docofossor est considéré comme l'un des plus anciens animaux fouisseurs connus, avec des adaptations très similaires à celles des taupes dorées modernes,.

## Historique
L'holotype et seul spécimen fossile de Docofossor, référencé BMNH 131735, est constitué d'un squelette comprimé incluant le crâne et la mandibule, conservé sur une plaque et une contre-plaque, ainsi que de restes de tissus mous. La zone de la ceinture scapulaire et la queue ont été endommagées. La seule espèce rattachée au genre, Docofossor brachydactylus, a été décrite en 2015, en même temps qu'un autre petit Mammaliaformes, un animal arboricole dénommé Agilodocodon scansorius. 
Le nom de genre Docofossor fait une double référence à son appartenance aux docodontes et à son comportement de fouisseur (fossor en latin). Le nom d'espèce brachydactylus est composé des mots du grec ancien  βραχύς, « court », et δάκτυλος, « doigt », qui témoignent de la réduction de longueur et de l'élargissement de ses doigts brachydactyles.

## Description
Docofossor mesurerait environ 9 cm de long sans la queue. Sa masse est estimée entre 9 et 16 grammes. La structure de son squelette et les proportions de son corps sont étonnamment similaires aux taupes dorées africaines actuelles. Il possède des doigts en forme de pelle pour creuser, des molaires supérieures courtes et larges, typiques des mammifères qui se nourrissent sous terre, et un étalement digital caractéristique des animaux se déplaçant sous terre. D'autres adaptations au déplacement souterrain sont indiquées par des pattes arrière très courtes (seulement 2,3 cm de long), des olécranes massifs et des parafibulae saillantes forçant l'articulation du genou en position pliée. Son museau était émoussé et légèrement en surplomb.
Docofossor montre deux autapomorphies sur ses dents. Ses molaires supérieures présentent un sillon à l'avant et la quatrième molaire n'a qu'une seule racine. Il présente aussi une réduction de son nombre de phalanges avec une formule 2-2-2-2-2 au lieu de la formule primitive typique 2-3-3-3-3. L'extrémité de ses doigts est élargie, tandis que les phalanges proximales sont raccourcies. Ces traits se retrouvent de façon identique chez les taupes dorées modernes, leur fournissant une adaptation pour creuser sous terre.

## Classification
Docofossor est un docodonte de la famille des docodontidés, une famille qui abrite également une dizaine de genres, dont Docodon et Haldanodon. Les Docodontidae sont des Mammaliaformes basaux et non des mammifères,,.

## Paléoécologie
Les Mammaliaformes primitifs étaient autrefois considérés comme ne disposant que de peu de possibilités écologiques pour se diversifier durant une ère Mésozoïque dominée par les dinosaures. Cependant les découvertes faites au début du XXIe siècle, particulièrement en Chine, ont montré que Docofossor et beaucoup d'autres genres fossiles, l'arboricole Agilodocodon, l'haramiyidien « volant » Arboroharamiya, le piscivore aquatique Castorocauda, etc., fournissent des preuves évidentes que ces formes ancestrales de « protomammifères » s'étaient diversifiées pour s'adapter à des niches très variées, malgré la prédation exercée par les dinosaures.